# Dicranomyia incisuralis
Dicranomyia incisuralis är en tvåvingeart som beskrevs av Frederick Askew Skuse 1890. Dicranomyia incisuralis ingår i släktet Dicranomyia och familjen småharkrankar. Inga underarter finns listade i Catalogue of Life.